# Malmö hospital
Malmö hospital var ett sjukhus i Malmö, som var verksamt mellan 1528 och 1928.
Malmö hospital grundades 1528 efter beslut av den danske kungen Frederik I. Han beslöt då att Malmö stad skulle ta över Gråbrödraklostret och Helgeandshuset i Malmö, vilka stängts, och ansvara för det tidigare hospitalets skötsel och drift. Hospitalet förlades till det övertagna Gråbrödraklostret i nuvarande Kungsparken. På 1600-talet flyttades det till kvarteret Rundeln vid Rundelsgatan.
Genom beslut 1529 erhöll magistraten rätt att disponera avkastningen av alla de hus, gårdar och jordar som förut donerats till klostren. Hospitalet drev egentlig sjukvård bara i mycket begränsad omfattning, utan begränsade sin verksamhet till omsorg om fattiga sinnessjuka. Från 1766 ålades hospitalen att främst ta hand om sinnessjuka, obotligt sjuka och personer med smittosamma sjukdomar eller andra som de vid denna tid inrättade lasaretten ej kunde hjälpa.
Kungl. Maj:t beslöt 1774 att ett större hospital skulle inrättas i varje residensstad och att de mindre hospitalen skulle dras in. Trelleborgs hospital hade inlemmats i Malmö hospital redan 1619 och Helgeandshuset i Lund inlemmades 1774, Ystads hospital 1779 och Landskrona hospital 1795. Malmö hospital blev centralt sinnessjukhus för södra Sverige. Uppgiften som sådant centralhospital överflyttades till det nyuppförda Sankt Lars sjukhus i Lund 1879. 
Från 1756 underställdes Malmö hospital och andra hospital den nyinrättade centrala myndigheten "Riksens ständers hospitals- och barnhusdeputation". Deputationen upplöstes 1765 och en överdirektion tillsattes 1766. Från 1773 skötte två serafimerriddare tillsynen, vilka 1787 ersattes av Serafimerordensgillet, vilket hade överinseende över både lasarett och hospital. År 1878 förstatligades hospitalen och deras egendom under Sundhetskollegiet, vilket från 1878 benämndes Kungliga Medicinalstyrelsen. 
Malmö hospital fanns fram till 1928, då Malmö Östra sjukhus öppnade.